# Acupīte
Acupīte (estniska: Atse jõgi) är ett vattendrag i Lettland. Den är 39 km lång och är ett nordligt vänsterbiflöde till Rūja som mynnar i sjön Burtnieks och som i sin tur avvattnas av Salaca. 
Källan ligger i sjön Pilicis i norra Lettland omedelbart söder om gränsen till Estland. Den rinner in i Estland i några kilometer och utgör sedan gränsflod för att därefter vända söderut och förenas med Rūja vid staden Naukšēni. Acupīte rinner igenom kommunerna Valka och Naukšēnu i Lettland samt Tõrva kommun i landskapet Valgamaa i Estland.